# فرزانه صادق
فرزانه صادق مالواجِرد (زادهٔ ۲۱ شهریور ۱۳۵۵ در همدان) معمار و مدیر اجرایی ایرانی است که از ۳۱ مرداد ۱۴۰۳ به عنوان وزیر راه و شهرسازی فعالیت می‌کند. صادق پیش از این به عنوان دبیر شورای عالی شهرسازی و معماری ایران و معاون معماری و شهرسازی وزارت راه و شهرسازی در این وزارتخانه فعالیت داشته است. او نخستین زن وزیر در وزارت راه و شهرسازی ایران است.

## زندگی شخصی
صادق متولد ۲۱ شهریورِ ۱۳۵۵ در همدان است. او متأهل است و یک فرزند پسر به نام امیرحسین دارد. پدرش بابک صادق مالواجرد کارمند بنیاد مستضعفان انقلاب اسلامی در همدان بود که در عملیات کربلای ۵ (۱۳۶۵) درگذشت. او مدرک کارشناسی ارشد پیوسته معماری از دانشگاه تهران و دکترای شهرسازی از دانشگاه آزاد اسلامی واحد علوم و تحقیقات دارد. او بیش از ۲۰ سال سابقه کار داشته و به جز مدت کوتاهی که در شهرداری تهران مشغول بود، بخش عمده سوابق وی در وزارت راه و شهرسازی بوده است.

## فعالیت‌ها و سوابق
صادق از زمان استخدام به عنوان کارشناس دفتر معماری و طراحی شهری وزارت مسکن و شهرسازی مشغول به کار شد و از سمت‌های او معاون دفتر نظارت بر طرح‌های توسعه و عمران شهری وزارت مسکن و شهرسازی، معاون مسکن و شهرسازی اداره کل مسکن استان همدان، مدیر کل دفتر معماری و طراحی شهری و بافت‌های واجد ارزش وزارت راه و شهرسازی بوده است.
او در سال ۱۳۹۷ به مدت شش ماه در زمان شهرداری پیروز حناچی به سمت مدیر کل شهرسازی و طرح‌های شهری تهران منصوب شد. محمد اسلامی وزیر وقت راه و شهرسازی در ۲۷ دی ۱۳۹۷ صادق را به سمت معاونت شهرسازی و معماری ایران و دبیر شورای عالی شهرسازی و معماری ایران در وزارت راه و شهرسازی برگزید.
نامه‌هایی از صادق مالواجرد به رسانه‌ها درز کرد که در آن شهردار تهران علیرضا زاکانی را به تخلف و صدور مجوز «غیرقانونی» ساخت و ساز در بافت قدیم تهران متهم کرده بود.
همچنین فرزانه صادق در نیمه دوم سال ۱۴۰۲ توسط امیرحسین قاضی‌زاده هاشمی در دولت سیزدهم، مدیرعامل سازمان اموال و املاک کوثر وابسته به بنیاد شهید شد.

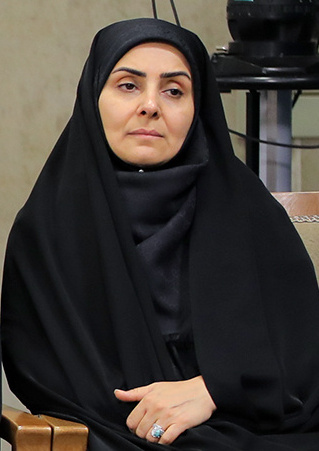
صادق در دیدار با سید علی خامنه‌ای، ۱۴۰۳

مسعود پزشکیان رئیس‌جمهوری دولت چهاردهم، صادق را در ۲۱ مرداد ۱۴۰۳ به عنوان وزیر پیشنهادی راه و شهرسازی برای رای اعتماد به مجلس شورای اسلامی معرفی کرد. خبرآنلاین او را نزدیک به سید امیرحسین قاضی‌زاده هاشمی توصیف کرد. او در ۳۱ مرداد با کسب ۲۳۱ رای موافق در مقابل ۵۷ رای مخالف از مجلس شورای اسلامی رای اعتماد برای وزارت راه و شهرسازی گرفت و نخستین وزیر زن این وزارتخانه شد. صادق دومین زنی است که در تاریخ جمهوری اسلامی پس از مرضیه وحید دستجردی به وزارت رسید.

## دورهٔ وزارت
الف) معاونین وزیر:
1- معاون شهرسازی و معماری 
2- معاون حمل و نقل 
3- معاون مسکن و ساختمان
4-معاون برنامه ریزی و مدیریت منابع
5- معاون امور حقوقی و مجلس
6- معاون توسعه مدیریت و منابع انسانی
ب) معاونین وزیر و روسای سازمان ها و شرکت های تابعه:
1- شرکت ساخت و توسعه زیربناهای حمل و نقل
2- شرکت بازآفرینی شهری ایران
3- شرکت عمران و توسعه شهری های جدید
4- سازمان راهداری و حمل و نقل جاده‌ای
5- سازمان ملی زمین و مسکن
6- شرکت فرودگاه ها و ناوبری هوایی ایران
7- سازمان هواپیمایی کشوری
8- سازمان هواشناسی
9- شرکت راه آهن جمهوری اسلامی ایران
ج: سازماندهای وابسته:
1- بانک مسکن
2- بنیاد مسکن انقلاب اسلامی